# Carl Diem

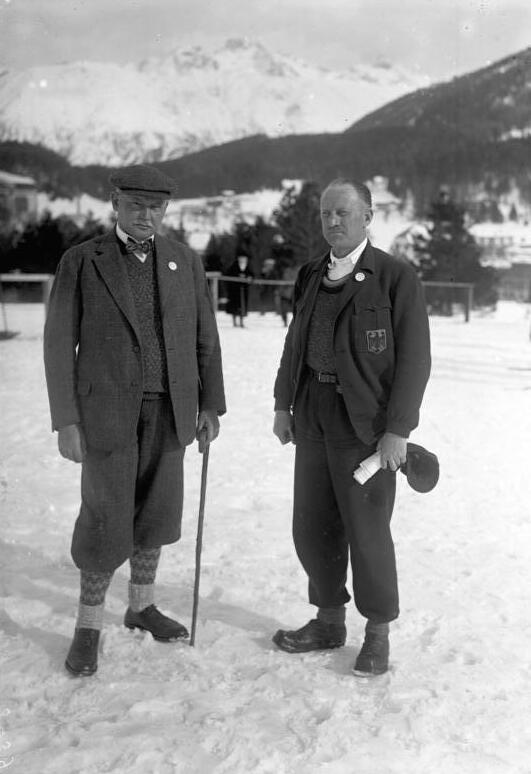
Theodor Lewald i Carl Diem (z prawej strony), St. Moritz, 1928

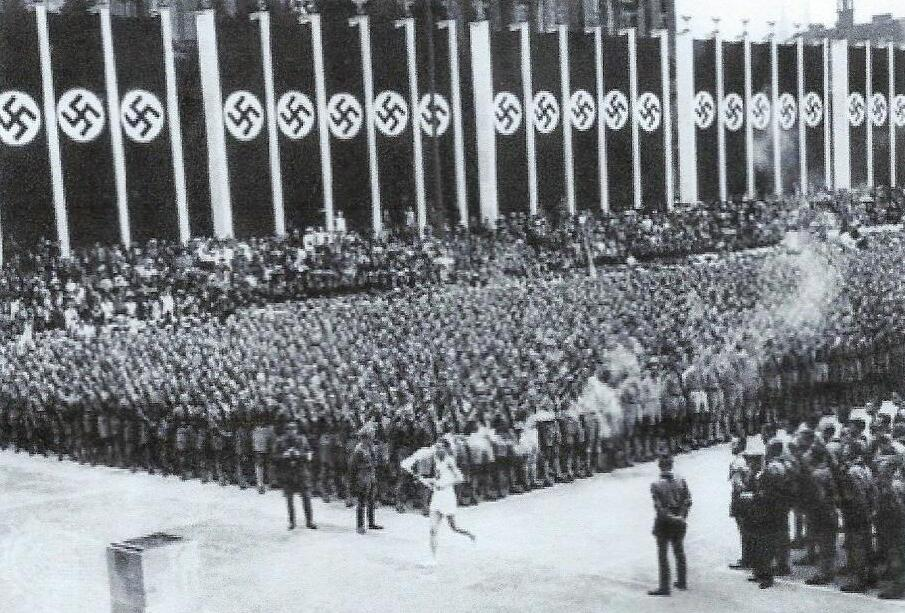
Przybycie płomienia olimpijskiego na igrzyska w Berlinie w 1936

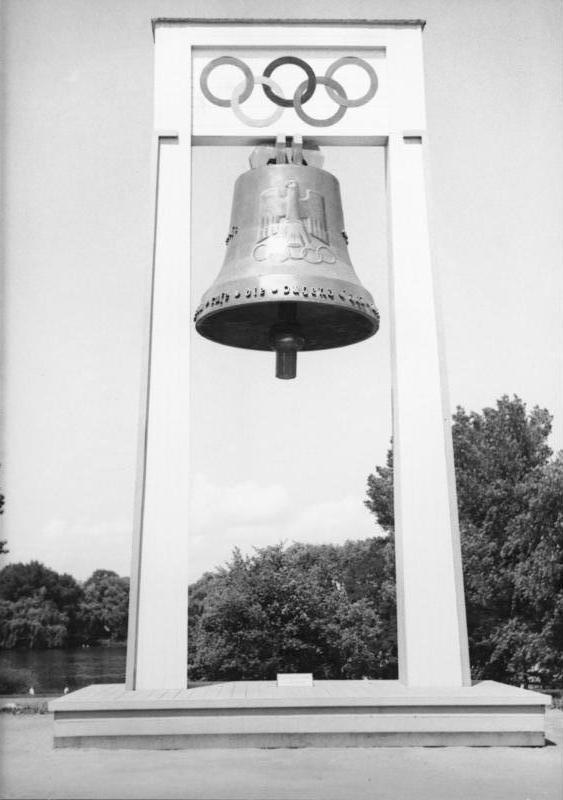
Dzwon olimpijski w Weissensee

Carl Diem (ur. 24 czerwca 1882 w Würzburgu, zm. 17 grudnia 1962 w Kolonii) – niemiecki działacz sportowy, dziennikarz i publicysta.
Inicjator zapalania płomienia olimpijskiego na stadionie w greckiej Olimpii i przenoszenia go przez sztafetę olimpijską do miejsca rozgrywania igrzysk w danym roku.

## Życiorys
Carl Diem urodził się 24 czerwca 1882 roku w Würzburgu. Po śmierci ojca opuścił szkołę i rozpoczął pracę w fabryce tekstylnej. Rodzina przeprowadziła się do Berlina. Bez matury Diem nie mógł później podjąć pełnych studiów, ale uczęszczał jako wolny słuchacz na wykłady z filozofii, estetyki, historii literatury, psychologii, socjologii i dziennikarstwa na uniwersytecie Humboldtów w Berlinie. Przez krótki okres zdobywał wykształcenie zawodowe w fabryce metali, co jednak zarzucił na rzecz zawodu handlowca, w którym ostatecznie przepracował jeden rok. W 1904 roku wstąpił na rok do służby wojskowej, po czym nie został zatrudniony przez wojsko z uwagi na swój zawód handlowca. Następnie pracował w dziale księgowym firmy tekstylnej. Pracę tę wkrótce porzucił, by zająć się działalnością na rzecz sportu.

## Działalność na rzecz sportu
W 1899 roku Diem założył swój pierwszy klub sportowy SC Marcomannia Berlin. W 1904 roku objął posadę w niemieckiej federacji lekkoatletycznej Deutsche Sportbehörde für Athletik i założył stowarzyszenie Verband Berliner Athletik-Vereine.
W 1906 roku towarzyszył niemieckim sportowcom podczas Olimpiady Letniej 1906 w Atenach. Jego wyjazd opłaciły gazety niemieckie, dla których Diem pisał raporty z igrzysk. Po powrocie rozpoczął stałą współpracę z prasą, z czasem zostając jednym z najbardziej znaczących dziennikarzy sportowych w Niemczech.
W 1908 roku objął funkcję przewodniczącego niemieckiej federacji lekkoatletycznej.
W 1912 roku był kapitanem niemieckiej drużyny olimpijskiej na Letnie Igrzyska Olimpijskie 1912 w Sztokholmie. Po zakończeniu igrzysk ogłoszono decyzję o przyznaniu organizacji kolejnej olimpiady w 1916 roku Berlinowi. Na wniosek przewodniczącego Deutscher Reichsausschuss für Olympische Spiele Victora von Podbielskiego (1844–1916) Diem został sekretarzem generalnym komitetu organizacyjnego. Pomimo pełnienia tej funkcji, Diem zgłosił się w 1914 roku na ochotnika do wojska. Igrzyska w Berlinie zostały ostatecznie odwołane z powodu trwającej wojny.
W 1913 roku z inicjatywy Diema przyznano po raz pierwszy odznaki Deutsches Sportabzeichen (DSA) w uznaniu szczególnych osiągnięć sportowych.
W 1917 roku Deutscher Reichsausschuss für Olympische Spiele został przekształcony w Deutscher Reichsausschuss für Leibesübungen (DRAfL) a Diem zobowiązał się pełnić funkcję jego sekretarza generalnego przez kolejne 12 lat. W czasie swojej kadencji zajął się budową systemu sportu narodowego. W 1920 roku z jego inicjatywy przeprowadzono pierwsze w Niemczech igrzyska młodzieży Reichsjugendwettkämpfe. W tym samym roku objął funkcję prorektora nowo powstałej wyższej szkoły sportowej Deutsche Hochschule für Leibesübungen (DHfL), gdzie prowadził wykłady w latach 1930–33. W 1930 roku Diem poślubił jedną z pierwszych studentek szkoły – Liselottę  Bail (1906–1992).  
Po przyznaniu Niemcom organizacji letnich igrzysk olimpijskich w 1936 roku w Berlinie, działacze sportowi skupieni wokół Diema i Theodora Lewalda (1860–1947) założyli w styczniu 1933 roku komitet organizacyjny, którego generalnym sekretarzem został Diem. Po dojściu nazistów do władzy w marcu 1933 roku, Diem został uznany za „politycznie niepewnego” (niem. „politisch unzuverlässig“) i urlopowany z wyższej szkoły sportowej. Niemniej jednak, udało się mu zachować funkcję sekretarza generalnego igrzysk.
Diem zrealizował własną koncepcję organizacji olimpiady, wprowadzając wiele innowacji. Z jego inicjatywy płomień olimpijski na igrzyska zapalono na stadionie w antycznej Olimpii i przeniesiono przez olimpijską sztafetę do Berlina, gdzie uroczyście dokonano zapalania znicza olimpijskiego. Zapoczątkowano w ten sposób nowożytną tradycję ceremonialnego zapalania ognia olimpijskiego w Olimpii i jego przenoszenia przez sztafetę do miejsca rozgrywania igrzysk. Ponadto z inicjatywy Diema w 1936 roku postawiono dzwon olimpijski, a przed igrzyskami wystawiono sztukę teatralną „Olympische Jugend”.
W latach 1938–1945, na prośbę Pierre's de Coubertin, Diem kierował Międzynarodowym Instytutem Olimpijskim w Berlinie. W okresie tym Diem napisał wiele ideologicznych i naukowych artykułów na temat sportu, które w jednej trzeciej opublikował na łamach mediów nacjonalistycznych. Wówczas Diem wydał również trzytomowe dzieło „Olympische Flamme” (pol. „Płomień olimpijski”), które obok filmu Leni Riefenstahl Olimpiada uchodzi za najważniejszy dokument nazistowskiej propagandy sportowej.
Carl Diem został wybrany generalnym sekretarzem odpowiedzialnym za organizację zimowych igrzysk olimpijskich w 1940 roku w Garmisch-Partenkirchen. Igrzyska te zostały odwołane po wybuchu II wojny światowej. W 1939 roku Diem objął kierownictwo wydziału zagranicznego Nationalsozialistischer Reichsbund für Leibesübungen, który odpowiadał za organizacje wyjazdów zagranicznych niemieckich sportowców i zawodów międzynarodowych na terenie Niemiec. W okresie tym zacieśniono współpracę z faszystowskimi Włochami i powołano do życia Towarzystwo Niemiecko-Włoskie (niem. Deutsch-Italienische-Gesellschaft, (DIG)), któremu przewodniczył Hans von Tschammer und Osten (1887–1943) a wiceprzewodniczącym został Diem.
Pod koniec wojny Carl Diem odwiedzał wojska niemieckie na froncie, gdzie prowadził wykłady dla żołnierzy Wehrmachtu. W 1944 roku wstąpił dobrowolnie do Volkssturmu. 19 marca 1945 roku wygłosił przed członkami Volkssturmu płomienną mowę, zagrzewającą do ostatniej walki.
Działalność Carla Diema w nazistowskich Niemczech wzbudza wiele wątpliwości odnośnie do jego postawy wobec nazizmu i zbrodni reżimu – prowadzoną debatę nazwano „Diem-Debatte”.
Po wojnie Carl Diem złożył deklarację, że nigdy nie był członkiem NSDAP, co umożliwiło mu kontynuację kariery.
W 1945 roku został kierownikiem instytutu wychowania fizycznego i higieny szkolnej (niem. Institut für körperliche Erziehung und Schulhygiene) na Uniwersytecie Humboldtów. Był również konsultantem ds. sportu rządu niemieckiego.
W 1947 roku Carl Diem został pierwszym rektorem Deutsche Sporthochschule Köln – uczelni sportowej założonej z inicjatywy władz brytyjskiej strefy okupacyjnej w powojennych Niemczech. W 1949 roku wraz z żoną Liselott napisał autobiografię „Ein Leben für den Sport” (pol. „Życie dla sportu”).
Zmarł 17 grudnia 1962 roku w Kolonii. Po jego śmierci rektorem Deutsche Sporthochschule Köln została jego żona Liselott.

## Publikacje
- Olympische Flamme., Berlin 1936
- Asiatische Reiterspiele. Ein Beitrag zur Kulturgeschichte der Völker. Deutscher Archiv-Verlag, Berlin 1941
- Körpererziehung bei Goethe. Frankfurt am Main 1948.
- Lord Byron als Sportsmann. Köln 1950.
- Ein Leben für den Sport. Ratingen o.J. [1974].

## Nagrody i odznaczenia
- 1921 – doctor honoris causa przyznany przez wydział medycyny uniwersytetu Humboldtów[7][1]
- 1953 – Order Zasługi Republiki Federalnej Niemiec[15]
- 1956 – Dyplom Olimpijski[16][1]
- 1961 – tytuł honorowego mieszkańca Olimpii[16]

## Archiwum Carla i Liselotty Diem
W 1964 roku powołano do życia Instytut im. Carla Diema (niem. Carl-Diem-Institut, (CDI)) jako instytut olimpijski przy wyższej szkole sportu Deutsche Sporthochschule Köln w Kolonii. Instytut prowadziła żona Diema – Liselotta, która w testamencie zapisała jednostce zbiory dokumentów i materiałów związanych ze sportem oraz ponad 40 tys. historycznych zdjęć. Po śmierci Liselotty, instytut włączono do struktur Deutsche Sporthochschule Köln jako Archiwum Carla i Liselotty Diem (niem. Carl und Liselott Diem Archiv – Olympische Forschungsstätte der Deutschen Sporthochschule Köln, (CuLDA)).